# Diocesi di Ciudad Real
La diocesi di Ciudad Real (in latino Dioecesis Civitatis Regalensis) è una sede della Chiesa cattolica in Spagna suffraganea dell'arcidiocesi di Toledo. Nel 2023 contava 471.983 battezzati su 487.904 abitanti. La sede è vacante, in attesa che il vescovo eletto Abilio Martínez Varea ne prenda possesso.

## Territorio
La diocesi comprende l'intera provincia di Ciudad Real nel centro della Spagna.
Sede vescovile è Ciudad Real, dove si trova la cattedrale di Santa Maria del Prado.
Il territorio si estende su 19.813 km² ed è suddiviso in 163 parrocchie, raggruppate in 11 arcipresbiterati.

## Storia
Il territorio dell'attuale diocesi, prima del 1851, apparteneva in larga parte all'arcidiocesi di Toledo ed in misura minore alla diocesi di Cordova e alla giurisdizione esente di Uclés, sede di un priorato dell'Ordine di Santiago. Tuttavia la maggior parte delle parrocchie di questi territori dipendeva ed era affidata alla cura pastorale degli ordini militari spagnoli, ossia l'Ordine di Santiago, l'Ordine di Calatrava, l'Ordine di Montesa e l'Ordine di Alcántara.
Il concordato del 1851 prevedeva la creazione della diocesi di Ciudad Real (art. 5), suffraganea dell'arcidiocesi di Toledo (art. 6), con i territori dei suddetti ordini militari della provincia di Ciudad Real, sui quali il re di Spagna continuava a conservare il titolo di "Gran Maestro" (art. 9). Tuttavia il concordato ebbe difficoltà ad affermarsi e nessuna bolla pontificia fu pubblicata per l'attuazione pratica delle sue decisioni. Il 9 marzo 1873 il governo repubblicano soppresse gli ordini militari spagnoli, per cui il 14 luglio successivo papa Pio IX, con la bolla Quo gravius, soppresse la giurisdizione degli ordini militari ed annetté i loro territori alle diocesi vicine. Di fatto questa decisione annullò quella presa nel 1851.
Con la restaurazione della monarchia furono ristabiliti anche gli ordini militari. Pio IX allora eresse la prelatura territoriale di Ciudad Real (Praelatura Cluniensis) con la bolla Ad Apostolicam del 18 novembre 1875. Con questa bolla il pontefice restaurò canonicamente gli ordini religioso-cavallereschi coordinati dal Real Consiglio degli Ordini Militari, e assegnò loro la giurisdizione sull'intera provincia di Ciudad Real con l'erezione di un priorato nullius dioecesis, ossia immediatamente soggetto alla Santa Sede; il priore del Real Consiglio fu nominato vescovo della nuova giurisdizione ecclesiastica. Fin dall'erezione della prelatura ai prelati di Ciudad Real fu assegnata la sede titolare di Dora.
La guerra civile spagnola colpì duramente la prelatura territoriale: morirono di morte cruenta il priore, il beato Narciso de Esténaga y Echevarría (già confessore di Alfonso XIII di Spagna), giustiziato il 22 agosto 1936, molti sacerdoti diocesani, nonché numerosi religiosi, soprattutto claretiani e lasalliani.
Il 4 febbraio 1980 la prelatura territoriale è stata elevata al rango di diocesi, suffraganea dell'arcidiocesi di Toledo, con la bolla Episcopus titulo Doritanus di papa Giovanni Paolo II. Lo stesso giorno con la bolla Constat militarium è stata fornita una descrizione della nuova diocesi e contestualmente è stato costituito il capitolo della cattedrale in sostituzione del precedente capitolo priorale. I vescovi di Ciudad Real conservano, historicam ob causam, il titolo di priori.

## Cronotassi dei vescovi
Si omettono i periodi di sede vacante non superiori ai 2 anni o non storicamente accertati.
- Victoriano Guisasola y Rodríguez † (28 maggio 1877 - 27 marzo 1882 nominato vescovo di Orihuela)
- Antonio María Cascajares y Azara † (27 marzo 1882 - 27 marzo 1884 nominato vescovo di Calahorra e La Calzada)
- José María Rancés y Villanueva † (10 giugno 1886 - 28 novembre 1898 nominato vescovo di Cadice e Ceuta)
- Casimiro Piñera y Naredo † (28 novembre 1898 - 28 agosto 1904 deceduto)
- Remigio Gandásegui y Gorrochátegui † (27 marzo 1905 - 28 maggio 1914 nominato vescovo di Segovia)
- Francisco Javier de Irastorza Loinaz † (11 luglio 1914 - 27 giugno 1922 nominato vescovo di Orihuela)
- Beato Narciso de Esténaga y Echevarría † (14 dicembre 1922 - 22 agosto 1936 deceduto)
  - Sede vacante (1936-1942)
- Emeterio Echeverria Barrena † (29 dicembre 1942 - 23 dicembre 1954 deceduto)
- Juan Hervás y Benet † (14 marzo 1955 - 30 settembre 1976 dimesso)
- Rafael Torija de la Fuente † (30 settembre 1976 - 20 marzo 2003 ritirato)
- Antonio Ángel Algora Hernando † (20 marzo 2003 - 8 aprile 2016 ritirato)
- Gerardo Melgar Viciosa (8 aprile 2016 - 9 luglio 2025 ritirato)
- Abilio Martínez Varea, dal 9 luglio 2025

## Statistiche
La diocesi nel 2023 su una popolazione di 487.904 persone contava 471.983 battezzati, corrispondenti al 96,7% del totale.
| anno | popolazione | popolazione | popolazione | presbiteri | presbiteri | presbiteri | presbiteri                | diaconi | religiosi | religiosi | parrocchie |
| anno | battezzati  | totale      | %           | numero     | secolari   | regolari   | battezzati per presbitero | diaconi | uomini    | donne     | parrocchie |
| ---- | ----------- | ----------- | ----------- | ---------- | ---------- | ---------- | ------------------------- | ------- | --------- | --------- | ---------- |
| 1950 | 536.200     | 537.500     | 99,8        | 235        | 155        | 80         | 2.281                     |         | 118       | 643       | 132        |
| 1970 | 540.269     | 540.822     | 99,9        | 333        | 256        | 77         | 1.622                     |         | 124       | 754       | 184        |
| 1980 | 496.771     | 498.205     | 99,7        | 306        | 231        | 75         | 1.623                     |         | 117       | 743       | 187        |
| 1990 | 487.401     | 489.537     | 99,6        | 281        | 228        | 53         | 1.734                     |         | 87        | 731       | 160        |
| 1999 | 480.700     | 482.820     | 99,6        | 261        | 213        | 48         | 1.841                     |         | 69        | 671       | 163        |
| 2000 | 481.943     | 484.093     | 99,6        | 272        | 212        | 60         | 1.771                     |         | 79        | 675       | 163        |
| 2001 | 480.910     | 483.510     | 99,5        | 267        | 214        | 53         | 1.801                     |         | 70        | 648       | 164        |
| 2002 | 473.943     | 478.581     | 99,0        | 264        | 210        | 54         | 1.795                     |         | 69        | 586       | 164        |
| 2003 | 479.238     | 484.338     | 98,9        | 254        | 210        | 44         | 1.886                     |         | 101       | 620       | 164        |
| 2004 | 483.669     | 487.670     | 99,2        | 252        | 206        | 46         | 1.919                     |         | 102       | 611       | 164        |
| 2006 | 493.060     | 500.060     | 98,6        | 262        | 206        | 56         | 1.881                     |         | 107       | 543       | 164        |
| 2013 | 521.800     | 530.800     | 98,3        | 238        | 205        | 33         | 2.192                     |         | 106       | 462       | 164        |
| 2016 | 508.487     | 513.713     | 99,0        | 228        | 186        | 42         | 2.230                     |         | 101       | 471       | 164        |
| 2019 | 507.360     | 512.570     | 99,0        | 214        | 180        | 34         | 2.370                     |         | 49        | 405       | 164        |
| 2021 | 472.735     | 495.095     | 95,5        | 194        | 166        | 28         | 2.436                     |         | 40        | 413       | 163        |
| 2023 | 471.983     | 487.904     | 96,7        | 192        | 162        | 30         | 2.458                     | 1       | 40        | 406       | 163        |